# Бжостовские
Бжосто́вские (пол. Brzostowski) — шляхетский род (с 1798 графский) герба «Стремя» (Strzemię). В XVI—XIX веках играл значительную роль в государственной, религиозной и общественной жизни Королевства Польского и Великого княжества Литовского.
Александр, каштелян Мазовецкий и кавалер ордена Белого орла, возведен был королём Прусским Фридрихом Вильгельмом III вместе с Ксаверием Бжостовским 5 июня 1798 года в Графское Прусского Королевства достоинство.

## Представители рода Бжостовских
- Ян (? — 1638), сын Кшиштофа Бжостовского, владелец имения Михалишки.

- Циприан Павел (1612, Михайлишки, Гродненский повет — 1688, Варшава), сын Яна Бжостовского, королевский секретарь с 1645, виленский стольник с 1648, референдарий литовский с 1650, воевода трокский с 1684, староста мядельский, ошмянский, быстрицкий, депутат сейма. В 1658, 1661—1664 гг. в составе дипломатических миссий и в 1667 году как комиссар Речи Посполитой участвовал в переговорах с Русским государством, окончившихся Андрусовским перемирием 1667 года. Сторонник кандидатуры русского царя на польский престол. В 1671—1672 и 1679 годах выезжал в Москву для заключения союза против Турции, участвовал в подписании «Вечного мира» 1686. Вёл дневники посольств, собрал 13 томов писем, реляций и других исторических источников. Был женат на Варваре-Рахили Дуниной-Раецкой, имел дочь Терезу (ум. 1721), вышедшую в 1701 году замуж за каштеляна витебского Мартиана Огинского, и пятерых сыновей.

- Эммануил (? — 1689), сын Циприана Павла, писарь великий литовский (с 1683 года).
- Константин Казимир (1644—1722), сын Циприана Павла, доктор теологии с 1669, епископ виленский, смоленский, секретарь Великого княжества Литовского с 1671, писарь великий литовский. Боролся против магнатского рода Сапег. Добился смертной казни философа Казимира Лыщинского. Примкнул к Виленской конфедерации 1716, направленной против короля.
- Антоний (1666—1718), сын Циприана Павла, член ордена иезуитов, ректор Минского иезуитского коллегиума
- Ян Владислав (1644—1722), сын Циприана Павла, писарь великий литовский (1672—1698), референдарий великий литовский (1681—1705), каштелян трокский (с 1705).

- Константин Бенедикт (ум. 1722), сын Яна Владислава, писарь великий литовский и каштелян мстиславский

- Адам (1722—1790), генерал-лейтенант войска Великого княжества Литовского с 1748, каштелян полоцкий в 1758—1776, староста волковысский с 1766, сторонник Барской конфедерации, депутат сейма.

- Александр (ум. 1820), сын Адама, староста волковысский (1779) и соколовский (1783), каштелян мазовецкий (с 1790).
- Михаил (ум. 1800), брат Александра, офицер французской армии, затем депутат сейма, участник инсуррекции Костюшко (1794).

- Михаил (1722—1784), подскарбий великий литовский, камергер короля с 1749, писарь великий литовский с 1758, маршалок генеральной конфедерации с 1764, депутат сейма.
- Юзеф (1692—1745), сын Яна Владислава, писарь великий литовский (с 1715 года), староста быстрицкий

- Станислав (1733—1769), воевода инфлянтский с 1767, маршалок генеральной конфедерации, депутат сейма. Выступал против Барской конфедерации. Владел Радошковичским и Пропойским староствами.

- Михаил-Иероним (1762—1806), родители: инфлянцкий воевода Станислав Бжостовский и Теофилия Радзивилл, староста минский, чашник великий литовский, депутат Четырёхлетнего сейма 1788—1792, во время Тарговицкой конфедерации находился в тюрьме, во время восстания 1794 года член Высшего литовского совета и депутации безопасности.

- Кароль (1795 — 25 июля 1854) — политический деятель, социальный новатор, создатель «Штабинской республики».

- Павел Ксаверий (1739, Мосар Ошмянского повета — 1827, близ Вильно), сын писаря великого литовского Юзефа Бжостовского, брат каштеляна полоцкого Роберта Бжостовского и Станислава, великий писарь литовский с 1762, референдарий литовский в 1774—1787. В своём имении Меречь (позже Павлово) Виленского уезда в 1767 провёл реформу: под влиянием французских социалистов-утопистов отменил крепостное право, предоставил крестьянам личную свободу, передал власть крестьянской общине, в результате имение стало называться «Павловская республика». В 1798 продал имение и уехал за границу. В конце жизни вернулся на родину. Автор публицистических произведений, книги «Генеалогические известия о доме Бжостовских» на разных языках.
- Роберт (1748—1795), сын Юзефа Бжостовского, чашник великий литовский (1787—1791), каштелян полоцкий (1791—1795), маршалок литовского трибунала в 1791 году

- Игнатий (1823—1875), участник восстания 1863—1864 в Польше, Белоруссии и Литве. Председатель палаты уголовного суда в Могилёве. В мае 1862 участвовал в съезде «белых» в Вильно как представитель Могилёвской губернии. Во время восстания член гражданской комиссии в Сенненском уезде, могилёвский повстанческий воевода. Распространял среди крестьян нелегальную литературу на белорусском и польском языках. В июне 1864 сослан в Енисейскую губернию, там и умер.

## Описание герба
В щите овальном с золотою окраиною и графскою короною, в красном поле, серебряный треугольник, через вершину и основание которого продеты два золотых кольца. В короне пять страусовых перьев. В опорах два великана, в венках на голове и бедрах, опирающиеся на палицы. Герб графов Бжостовских внесен в Часть 1 Гербовника дворянских родов Царства Польского, стр. 8.